# مسابقات ژیمناستیک هنری زنان اروپا ۲۰۰۶
مسابقات ژیمناستیک هنری اروپا ۲۰۰۶ بیست و ششمین دوره مسابقات ژیمناستیک هنری زنان اروپا است.
این مسابقات از ۲۷ تا ۳۰ آوریل ۲۰۰۶ در ولس، یونان در دو بخش بزرگسالان و جوانان برگزار شده‌است.

## جدول مدال‌ها

### بزرگسالان
| رتبه  | کشور           | طلا | نقره | برنز | مجموع |
| ۱     | رومانی         | ۲   | ۱    | ۲    | ۵     |
| ۲     | ایتالیا        | ۱   | ۱    | ۰    | ۲     |
| ۳     | روسیه          | ۱   | ۰    | ۱    | ۲     |
| ۴     | بریتانیای کبیر | ۱   | ۰    | ۰    | ۱     |
| ۵     | اوکراین        | ۰   | ۱    | ۱    | ۲     |
| ۵     | اسپانیا        | ۰   | ۱    | ۱    | ۲     |
| ۷     | چک             | ۰   | ۱    | ۰    | ۱     |
| ۸     | آلمان          | ۰   | ۰    | ۱    | ۱     |
| مجموع | مجموع          | ۵   | ۵    | ۶    | ۱۶    |

### جوانان
| رتبه  | کشور       | طلا | نقره | برنز | مجموع |
| ۱     | روسیه      | ۵   | ۲    | ۰    | ۷     |
| ۲     | رومانی     | ۱   | ۳    | ۱    | ۵     |
| ۳     | آلمان      | ۰   | ۱    | ۳    | ۴     |
| ۴     | لوکزامبورگ | ۰   | ۰    | ۱    | ۱     |
| ۴     | بلژیک      | ۰   | ۰    | ۱    | ۱     |
| مجموع | مجموع      | ۶   | ۶    | ۶    | ۱۸    |